# Parque da Cidade de Belém

Vista projetada da pista de pouso no Parque.

O Parque da Cidade de Belém, também conhecido apenas como "Parque da Cidade", é um parque urbano foi construído na área do antigo Aeroporto Brigadeiro Protásio (Aeroclube), localizado entre as Av. Brigadeiro Protásio, Av. Júlio Cézar Ribeiro, Av. Senador Lemos e o Complexo Viário Daniel Berg, na capital do Pará.

Vista aérea do Parque (projeto)

### Escolha do projeto
O desenho arquitetônico do parque foi escolhido através de um concurso nacional de arquitetura, que contou com 86 propostas, com 26 sendo homologadas e chegando a final por votação popular. A proposta vencedora foi a "Parque Para Todos", projetada por Carlos Eduardo Murgel Muller, Marcos Bresser Pereira Epperlein, Thiago Santana Maurelio, Eduardo Saguas Muller, Guilherme Henrique Machado Faganello e Vitor Martins, representado a Firma Arquitetura e Dezembro Arquitetos.